# Ritham Madubun
Ritham Madubun (1 de abril de 1971 - 1 de agosto de 2013) fue un defensa de fútbol que jugó para Indonesia en la Copa Asiática de 1996. También jugó para Persipura Jayapura, PSM Makassar, Persikota Tangerang, Persija Jakarta, Pelita Jaya FC, PSP Pekanbaru, Persma Manado.